# (5295) Masayo
(5295) Masayo es un asteroide perteneciente al cinturón de asteroides, descubierto el 5 de febrero de 1991 por Yoshikane Mizuno y el también astrónomo Toshimasa Furuta desde el Kani Observatory, Kani, Japón.

## Designación y nombre
Designado provisionalmente como 1991 CE. Fue nombrado Masayo en homenaje a Masayo Mizuno, esposa de Yoshikane Mizuno.

## Características orbitales
Masayo está situado a una distancia media del Sol de 3,151 ua, pudiendo alejarse hasta 3,430 ua y acercarse hasta 2,871 ua. Su excentricidad es 0,088 y la inclinación orbital 6,317 grados. Emplea 2043,02 días en completar una órbita alrededor del Sol.
Los próximos acercamientos a la órbita terrestre se producirán el 9 de diciembre de 2021, el 24 de abril de 2032 y el 19 de septiembre de 2095, entre otros.

## Características físicas
La magnitud absoluta de Masayo es 11,9. Tiene 21,045 km de diámetro y su albedo se estima en 0,1.